# Laminacauda luscinia
Espèce
Laminacauda luscinia est une espèce d'araignées aranéomorphes de la famille des Linyphiidae.

## Distribution
Cette espèce est endémique de Nightingale dans l'archipel de Tristan da Cunha,.

## Description
Le mâle holotype mesure 4,25 mm et les femelles de 4,45 à 5,0 mm.

## Publication originale
- Millidge, 1985 : Some linyphiid spiders from South America (Araneae, Linyphiidae). American Museum novitates, no 2836, p. 1-78 (texte intégral).